# 四氧化二氮
四氧化二氮，是化學合成中有用的試劑，化學式為N2O4。它與二氧化氮會形成平衡混合物（體系處於平衡狀態時，反應物和生成物的混合物稱為平衡混合物）。四氧化二氮是一種強氧化劑，與各種形式的肼（聯氨）接觸時會自燃，使得這種搭配成為火箭常用的雙基推進劑。室溫下會蒸發產生紅色二氧化氮氣體，具有毒性。

## 結構和特性
四氧化二氮可以看成是兩個硝基（-NO2）以化學鍵結合在一起。該分子中的原子可以共平面，N-N鍵距離為1.78埃(Å)，N-O距離為1.19埃(Å)。此N-N單鍵較一般N-N單鍵弱，因為它明顯比N-N單鍵平均鍵長1.45埃(Å)長[4]
與NO2不同，N2O4是反磁性的，因為它沒有不成對的電子。純N2O4液體是無色的，但由於以下平衡式有NO2的存在，會呈現棕黃色液體：
N2O4 ⇌ 2NO2   ΔH>0
較高的溫度會將平衡推向二氧化氮。不可避免地某些四氧化二氮成分的霾含有二氧化氮。
四氧化二氮剧毒，且有腐蚀性。其分子量为92.011，冰点-11.23 °C，沸点21.5 °C，蒸汽压96kPa（20 °C时）。
液态四氧化二氮的密度为1443kg/m³，能与许多燃料自燃，是一种优良的氧化剂。但它的液态温度范围很窄，极易凝固和蒸发。常温下的四氧化二氮处于不断汽化的状态之中。悬浮于空气中的四氧化二氮减压立刻分解为二氧化氮气体。二氧化氮气体为棕红色，有神经麻醉性毒性。

## 生產
四氧化二氮可以用氨的催化氧化反應來製備：水蒸汽作為稀釋劑以降低燃燒溫度。
在第一步，氨被氧化為一氧化氮：
4NH3 + 5O2→4NO + 6H2O
大部分的水被冷凝出來，氣體持續冷卻;將產生的一氧化氮氧化成二氧化氮，然後將二氧化氮二聚化成四氧化二氮：
2NO + O2 → 2NO2
2NO2 ⇌ N2O4
剩餘的水會和NO2反應以硝酸的形式被移除。氣體基本上是純二氧化氮，它在鹽水冷卻器中被冷凝成四氧化二氮。四氧化二氮也可以通過濃硝酸和金屬銅的反應製成。這種合成在實驗室設置中更為實用，並且通常用作大學化學實驗室的示範或實驗。藉由硝酸來氧化金屬銅是一種複雜的反應，形成各種不同穩定度的氮氧化物，其氧化程度取決於硝酸的濃度、氧的存在和其他因素。在不穩定物質進一步反應形成二氧化氮後，將其純化並冷凝形成四氧化二氮。

## 作為火箭推進劑
四氧化二氮作為氧化劑使用，是重要的火箭推進劑之一，因為它可以在室溫下以液體儲存（不像低溫高壓的液態氫和氧，只能在發射時才注入燃料罐）。德國科學家早在1944年初就對四氧化二氮作為火箭燃料的氧化劑的可用性進行了研究，儘管納粹只是把它使用在非常有限的範圍內作為S-Stoff（發煙硝酸）的添加劑。到20世紀50年代末，它成為美國和蘇聯許多火箭可儲氧化劑的選擇。它是一種與聯氨系列火箭燃料相結合的自燃推進劑。四氧化二氮可以与许多火箭燃料组成双组元自燃推进剂：四氧化二氮/混肼、四氧化二氮/偏二甲肼、四氧化二氮/一甲基肼等。
這種組合最早的用途之一，本來是用在作为洲際彈導飛彈的泰坦系列火箭以便快速發射，之後彈道飛彈更換為固態燃料，改而在許多太空船的發射載具的火箭燃料出現，液氧煤油成為主流後繼續用在美國雙子座和阿波羅太空船以及太空梭等軌道船上，它被用在大多數地球同步衛星上的軌道維持推進劑，以及許多深太空探測器。現在NASA似乎很可能將繼續使用這種氧化劑在新一代的“太空飛行器”上，這將取代太空梭。它也是俄羅斯質子火箭的主要氧化劑。最常见的组合是四氧化二氮/偏二甲肼，苏联的质子号运载火箭和中国的长征二号运载火箭应用的就是这种组合，美国大力神-3运载火箭采用的是四氧化二氮/混肼50（偏二甲肼和联氨一比一混合）。
當用在火箭推進劑時，四氧化二氮廣泛使用縮寫“NTO”。另外，NTO通常添加少量的一氧化氮來使用，來抑制鈦合金的應力腐蝕龜裂，並且在這種形式中，推進劑級NTO被稱為“氧化氮化合物”或“MON”。大多數太空船現在使用MON而不是NTO;例如，太空梭反應控制系統使用MON3（含有3wt％NO的NTO）

### 阿波羅聯合計畫事故
1975年7月24日，美蘇阿波罗-联盟太空聯合測試計劃最後降落期間三名美國太空人因NTO中毒受到傷害。這是開關因疏忽或者意外地被切換到錯誤的位置，讓從阿波羅太空船的NTO煙霧從排氣口排出後返回進入座艙進氣口。一名太空船員在降落期間失去知覺。著陸後，機組人員因化學性肺炎和水腫住院14天。

## 使用四氧化二氮產生動力
N2O4可逆地轉化為NO2的傾向引起了其在先進發電系統中作為所謂的解離氣體的研究。 “冷”四氧化二氮被壓縮並加熱，使其解離成二分之一分子量的二氧化氮。該熱二氧化氮膨脹通過渦輪，冷卻並降低壓力，然後在散熱器中進一步冷卻，使其以原始分子量重新組合成四氧化氮。然後更容易壓縮以再次開始整個循環。這種解離氣體的布瑞頓循環具有顯著提高功率轉換設備效率的潛力。

## 化學反應

### 硝酸製造的中間產物
硝酸通過N2O4大規模生產。該物質與水反應產生亞硝酸和硝酸：
N2O4 + H2O→HNO2 + HNO3
副產物HNO2加熱後歧化(自身氧化還原)成NO和更多的硝酸。
3HNO2→HNO3+2NO+H2O
當NO暴露於氧氣時，轉化回二氧化氮：
2 NO + O2→2 NO2
所產生的NO2（和N2O4，顯然地）可以返回循環，再次產生亞硝酸和硝酸的混合物。

### 合成金屬硝酸鹽
N2O4的性質類似鹽[NO+][NO3-]，前者是強氧化劑：
2 N2O4 + M→2NO + M（NO3）2
其中M = Cu，Zn或Sn。
如果在完全無水條件下由N2O4製備金屬硝酸鹽，則一系列的配位錯合物可由許多過渡金屬形成。這是因為硝酸根離子總能量低而與這種金屬以共價鍵結合而不是形成離子結構。這種化合物必須在無水條件下製備，因為硝酸根離子是比水弱得多的配體，如果存在水，則將形成簡單的水合硝酸鹽。並且許多有關的無水硝酸鹽本身是共價的，例如，無水硝酸銅會在室溫下揮發。無水硝酸鈦在真空中只要40℃就會昇華。許多無水過渡金屬硝酸鹽具有醒目的顏色。這個化學領域是由克利福德·阿迪生（Clifford Addisson）和諾蘭漢（Noramn Logan）在20世紀60年代和70年代在英國諾丁漢大學開發的，當時高效率的乾燥劑和乾燥箱開始使用。